# オユンゲレル・ガンホエック

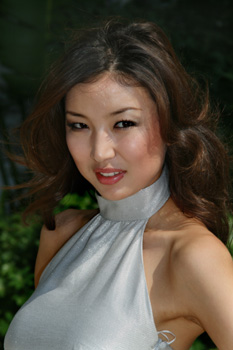
オユンゲレル・ガンホエック,2007年

オユンゲレル・ガンホエック（モンゴル語: Ганхуягийн Оюунгэрэл、英語: Oyungerel Gankhuyag、1985年 - ）は、モンゴルの人物。

## 伝記

### 教育
ウランバートルで1985年に生まれる。彼女はモンゴルの人道大学で学んだ。

### キャリア
ミス・モンゴリア2007年に選ばれた。このことよりで開催されたミス・ワールド2007にはモンゴル代表として出場した。

### 職業
投資家、翻訳者。

## 家族
- 祖先オユンゲレル・ガンホエック-チンギス・カン[4]。